# Никифора
Никифора — река в Антроповском и Кадыйском районах Костромской области России, правый приток Нёмды. Длина реки составляет 38 км, площадь водосборного бассейна — 195 км².
Исток реки находится в заболоченном лесном массиве в 27 км к северо-западу от посёлка Кадый. Первые километры проходят по территории Антроповского района, остальное течение по Кадыйскому району. Река течёт на восток, верхнее течение проходит по лесу и ненаселено, в среднем течении на берегах деревни Митино, Ясаково, Новая Чудь, Ивашево; в нижнем течении — Новсёлки, Екатеринкино, Ильинское. Притоки — Сидоровка, Кроватка (правые); Родинка (левый). Впадает в Нёмду у деревень Новомарьино и Николаевский Починок неподалёку от устья Шуи.

## Данные водного реестра
По данным государственного водного реестра России относится к Верхневолжскому бассейновому округу, водохозяйственный участок реки — Волга от города Кострома до Горьковского гидроузла (Горьковское водохранилище), без реки Унжа, речной подбассейн реки — Волга ниже Рыбинского водохранилища до впадения Оки. Речной бассейн реки — (Верхняя) Волга до Куйбышевского водохранилища (без бассейна Оки).
Код объекта в государственном водном реестре — 08010300412110000014107.